# Ulf Reiher
Ulf Reiher (* 1. August 1936 in Stettin; † 30. November 2013 in Halle/Saale) war ein deutscher Theaterintendant.

## Werdegang
Reiher studierte an der Theaterfachhochschule in der DDR. 1967 wurde er Intendant am Bergarbeitertheater Senftenberg und übernahm 1972, als Nachfolger von Gerhard Wolfram, das Theater in Halle/Saale. Verheiratet war er mit Gisela (Chefdramaturgin), der Schwester von Armin Mueller-Stahl.
1977 positionierte er sich als einziger Intendant gegen die Ausbürgerung von Wolf Biermann, was ihn seine Stellung kostete. Sein Wirkungskreis als Regisseur war seitdem stark eingeschränkt, so dass er 1983 Erich Honecker in einem Brief um eine Arbeitserlaubnis für die BRD, Österreich, die Schweiz, Norwegen und Ungarn bat. Innerhalb von Tagen bekam er den Pass und pendelte fortan als Gastregisseur zwischen Halle und westdeutschen Städten.
1987 wurde er als erster DDR-Bürger schließlich Intendant an einem westdeutschen Dreispartenhaus, dem Landestheater Detmold. Theater heute berichtete: „Intendant Ulf Reiher erhält in diesem kleinen Dreispartenhaus monatlich 9000 Mark (kein 13. Gehalt) und jeweils etwa 50 % der höchsten Regiegage, die bei 10 000 Mark liegt (im Studiotheater die Hälfte).“ Er blieb DDR-Bürger, weil er hoffte, irgendwann in die DDR zurückkehren und dort wieder arbeiten zu dürfen. Nach der Wiedervereinigung blieb er bis zu seinem Ruhestand 2004 am Landestheater Detmold. Sein Nachfolger wurde Kay Metzger, nachdem Heinz-Rudolf Müller gekündigt war.

## Veröffentlichungen
- Introite, nam et heic dii sunt - Tretet ein, denn auch hier sind Götter. Festschrift zum 175-jährigen Bestehen Theater Detmold 1825-2000
- Theater der Bergarbeiter Senftenberg. Vorschau 1967/68, Rückschau 1966/67 [Jahresheft]
- Das Prinzip Hoffnung; In: Glück auf!